# Ioannis Damanakis
Ioannis Damanakis (griechisch Γιάννης Δαμανάκης, * 2. Oktober 1952 in Chania, Kreta) ist ein ehemaliger griechischer Fußballspieler.

## Spielerkarriere
Damanakis’ erster Profiverein war PAOK Thessaloniki, bei welchen er von 1977 bis 1983 unter Vertrag stand. Er wurde einem Jahr nach dem ersten Meistertitel der Vereinsgeschichte verpflichtet und konnte bis zum Vertragsende keinen Titel erringen. 1983 beendete der Mittelfeldspieler seine Karriere.
International nahm er an der Fußball-Europameisterschaft 1980 in Italien teil, kam aber als Kaderspieler zu keinem Einsatz.